# Мексички питон
Мексички питон (лат. Loxocemidae) је монотипска породица змија са једним родом Loxocemus  који има само једну врсту Loxocemus bicolor што је јединствено међу змијама. Тренутно нема признатих подврста ове једине врсте. 

## Опис
Одрасле јединке достижу дужину максимално до 1,57 м, а у просеку су дугачке око 91 цм. Тело им је снажно и веома мишићаво. Глава је уска са зашиљеном њушком и ситним очима што им олакшава укопавање у земљу. Сматрају се терестичним (земљишним) и полуфосоријалним организмима што отежава њихово посматрање и изучавање.  Обично су тамне боје са неким светлијим крљуштима. Повремено, после пресвлачења (одбацивања змијске кошуљице) нестаје пигментације па су змије беле са малим тамним флекама на главеном делу.

## Размножавање
Размножавају се јајима, овипарни су организми. Посматрана женка у заробљеништву полаже 2 до 4 јаја. Јаја су дужине 78, 8 мм, 37 мм ширине, а тешка су 61,5 г. У природном окружењу се, наводно, младунци легу из јаја у мају и за 4-5 година постижу полну зрелост.

## Распрострањеност и станиште
Насељавају југозападни Мексико, делове Централне Америке укључујући Гватемалу, Ел Салвадор, Хондурас, Никарагву и северозападни део Костарике. Њихова природна станишта су у топлим пределима под шумом (али не у планинама), понекад дуж морских обала. Веома су тајанствене животиње које већи део времена проводе кријући се међу стенама, под лишћем, у рупама под земљом па чак и у мравињацима.

## Исхрана
Верује се да се хране гуштерима и глодарима, а примећено је и да једу и јаја игуана као и морских корњача.